# Yann Bonato
Yann Bonato, född 24 mars 1972 i Cannes, Frankrike, är en fransk basketspelare som tog OS-silver 2000 i Sydney. Detta var Frankrikes första medalj på 52 år i herrbasket vid olympiska sommarspelen.